# Kabinett Manigat

Wappen von Haiti

Das Kabinett Manigat war die Regierung von Haiti vom 12. Februar 1988 bis zum 20. Juni 1988. Die Regierung unter Präsident Leslie Manigat löste den Nationalen Regierungsrat CNG (Conseil National de Gouvernement), das Kabinett Namphy I, ab. Am 20. Juni 1988 wurde es vom Kabinett Namphy II abgelöst, das als Militärregierung fungierte.

## Geschichte
Die Wahlen am 17. Januar 1988 waren eine Wiederholung der abgebrochenen Wahlen vom 29. November 1987, ohne dass sich an den instabilen Rahmenbedingungen etwas geändert hatte. Vielmehr boykottierte die Mehrzahl der Kandidaten der 1987er Wahlen den erneuten Versuch, die Verfassungsorgane demokratisch zu besetzen. Auch boykottierten die in Opposition zum amtierenden Präsidenten stehenden politischen Gruppierungen die Parlamentswahlen, die somit von alten Anhängern Duvaliers dominiert wurden. Für den Tag vor der Wahl war durch diese Opposition ein Generalstreik ausgerufen worden. Die Wahlbeteiligung lag bei der Präsidentschaftswahl bei 35 Prozent der Wahlberechtigten. Als Sieger ging Leslie Manigat vom Rassemblement des Démocrates Nationaux Progressistes (RDNP) hervor, auf den 534.110 Stimmen (50,2 Prozent) entfielen, während Hubert de Ronceray von der Mobilisation pour le Développement National (MDN) 209.526 Stimmen (19,7 Prozent) und Gérard Philippe Auguste vom Mouvement Ouvrier Paysan (MOP) 151.391 Stimmen (14,2 Prozent) erhielt.
Leslie François Manigat trat am 7. Februar 1988 nach seinem Sieg bei den höchst umstrittenen Wahlen vom 17. Januar 1888 sein Amt an und wählte wenige Tage später am 9. Februar 1988 den Anwalt Martial Célestin zum Premierminister, den ersten in der Geschichte des Landes. Das per Beschluss vom 12. Februar 1988 ernannte Kabinett der Regierung Manigat/Célestin bestand aus 20 Ministern. Die große Neuheit war die Schaffung eines Kulturministeriums, und der berühmte Schriftsteller, Dichter, Maler, Dramatiker, Musiker, Schauspieler und Sänger Frankétienne wurde der erste Inhaber. Die Regierung, die nicht die Unterstützung des Volkes hatte, aber dennoch geduldet wurde, begann mit der Modernisierung der Armee, geriet jedoch in eine Obstruktionsspirale, die den Obersten Generalstab der Streitkräfte Haitis kennzeichnete. Das wurde von diesem am 20. Juni 1988 abgesetzt.

## Kabinettsmitglieder
| Amt                                                                                            | Amtsinhaber             | Beginn der Amtszeit | Ende der Amtszeit |
| ---------------------------------------------------------------------------------------------- | ----------------------- | ------------------- | ----------------- |
| Präsident (Président de la République)                                                         | Leslie François Manigat | 7. Februar 1988     | 20. Juni 1988     |
| Premierminister (Premier Ministre)                                                             | Martial Célestin        | 9. Februar 1988     | 20. Juni 1988     |
| Auswärtiges und Kulte (Affaires Etrangères et des Cultes)                                      | Gérard Latortue         | 12. Februar 1988    | 20. Juni 1988     |
| Landwirtschaft und natürliche Ressourcen (Agriculture et des Ressources Naturelle)             | Gérard Philippe Auguste | 12. Februar 1988    | 20. Juni 1988     |
| Handel und Industrie (Commerce et de l’Industrie)                                              | Gérard Pierre           | 12. Februar 1988    | 20. Juni 1988     |
| Kooperative und gemeinschaftliche Entwicklung (Coopérative et développement communautaire)     | René Laroche            | 12. Februar 1988    | 20. Juni 1988     |
| Kultur (Culture)                                                                               | Frankétienne            | 12. Februar 1988    | 20. Juni 1988     |
| Nationale Verteidigung (Défense nationale)                                                     | Colonel Williams Régala | 12. Februar 1988    | 20. Juni 1988     |
| Wirtschaft und Finanzen (Économie et des Finances)                                             | Alain Turnier           | 12. Februar 1988    | 20. Juni 1988     |
| Nationale Bildung, Jugend und Sport (Éducation Nationale, jeunesse et sports)                  | Emmanuel Fils-Aimé      | 12. Februar 1988    | 20. Juni 1988     |
| Information und Koordination (Information et coordination)                                     | Roger Savain            | 12. Februar 1988    | 20. Juni 1988     |
| Inneres (Intérieur)                                                                            | Yves Auguste            | 12. Februar 1988    | 20. Juni 1988     |
| Justiz (Justice)                                                                               | Martial Célestin        | 12. Februar 1988    | 20. Juni 1988     |
| Öffentliche Gesundheit und Sozialfürsorge (Santé Publique et Bien-être social)                 | Adrien Westerband       | 12. Februar 1988    | 20. Juni 1988     |
| Öffentliche Arbeiten, Verkehr und Kommunikation (Travaux Publics, Transports et Communication) | Elysée Nicoleau         | 12. Februar 1988    | 20. Juni 1988     |
| Arbeit und Soziales (Travail et des affaires sociales)                                         | Harry Carrénard         | 12. Februar 1988    | 20. Juni 1988     |